# Пајн Левел (Алабама)
Пајн Левел (енгл. Pine Level) насељено је место без административног статуса у америчкој савезној држави Алабама.

## Демографија
По попису из 2010. године број становника је 4.183.
| Група             | 2000.    | 2010.         |
| Белци             | 0 (0,0%) | 3.813 (91,2%) |
| Афроамериканци    | 0 (0,0%) | 191 (4,6%)    |
| Азијати           | 0 (0,0%) | 20 (0,5%)     |
| Хиспаноамериканци | 0 (0,0%) | 72 (1,7%)     |
| Укупно            | 0        | 4.183         |